# Инженерная биология
Инженерная биология (англ. engineering biology) — направление биоинженерии, объединяющее методы высокоуровневого проектирования и реализации искусственных организмов или их компонентов, в том числе ранее не существовавших в природе.

## История
Идеи по созданию живых объектов с заданными свойствами долгое время находились на уровне теоретических разработок, которые носили в основном философский характер. Одной из первых работ по приложению научного метода к имеющимся на тот момент данным о физике живого стала работа Эрвина Шрёдингера «Что такое жизнь с точки зрения физики?» (1946).
Министерство обороны США с начала 2000-х годов финансировало работы в области синтетической биологии, сосредоточившись на подходах по сборке ДНК генноинженерных организмов из стандартных компонентов. В 2002 году был сформирован первый каталог таких элементов — DARPA BioComp, насчитывавший около 300 стандартных генетических элементов: промоторов, сайтов связывания, терминаторов и генов флуоресценции, которые биоинженеры применяли в своей работе. Используя такие биоблоки, исследователи даже с небольшим опытом могли быстро спроектировать и синтезировать участки ДНК для разработки, например, живых бактерий-детекторов, которые начинали флуоресцировать в ответ на появление опасного химического соединения.
В течение первого десятилетия XXI века на развитие синтетической биологии решающее значение оказала общественная и профессиональная деятельность профессора Дрю Энди (Andrew Endy) из Массачусетского технологического института. В 2003 году в рамках консультативной исследовательской группы Jason’s при Министерстве обороны США д-р Энди организует специальную подгруппу по синтетической биологии. С целью увлечь Минобороны идеями независимости от нефтегазовых источников сырья, удешевления производства стратегических материалов, и создания новых детекторов, его подгруппа выпустила несколько докладов по перспективам использования прикладной биоинженерии в интересах национальной обороны и безопасности. В 2004 году он начнёт масштабную апробацию подходов проектирования биологических функций из стандартных биоблоков, организовав на базе Массачусетского технологического института ежегодные Международные соревнования по синтетической биологии IGEM.
Консультируя DARPA по проектам в области синтетической биологии, профессор Энди разрабатывает концепцию новейших биологических методов для проектирования запрограммированных «живых машин». Результаты своих исследований были сведены в работе «Foundations for engineering biology» (2005), опубликованной в журнале Nature. В статье был введён в оборот и раскрыт новый на тот момент термин — инженерная биология.
В это же время американский инженер и биолог Крейг Вентер в 2010 году создал первую клетку с искусственным геномом. Проект Synthia по синтезу бактериального генома длиной около 580 тысяч пар оснований, стоил на тот момент более $40 млн. Тем самым была продемонстрирована реализация подходов синтетической биологии по de novo синтезу целого генома живого организма.
В 2015 году член палаты представителей Сената США Джонсон Эдди Бернис представила проект билля об опережающем развитии отрасли, который предполагает координацию действий в области инженерной биологии, осуществляемых со стороны Национального научного фонда, Министерства энергетики, НАСА, Национального института стандартов и технологий, Агентства по охране окружающей среды, и других федеральных ведомств.

## Инструменты и методы
Одной из первых методологий по интеграции различных способов высокоуровневого описания биологических систем и методов их реализации в живой клетке стала платформа TASBE, разработанная специалистами Raytheon BBN Technologies, МТИ и Бостонского университета. В рамках платформы были объединены различные образцы программного обеспечения для автоматизированного проектирования функциональных живых систем

## Примеры реализации

### Биология и медицина
- Молекулярная хирургия
- Синтетический морфогенез[7]

### Энергетика
- Живая солнечная батарея[8]